# Сорочинский сельсовет
Сорочинский сельсовет — административная единица на территории Ушачского района Витебской области Республики Беларусь.

## Состав
Сорочинский сельсовет включает 61 населённый пункт:
- Адворня — деревня.
- Артюшки — деревня.
- Атрошково — деревня.
- Белое — деревня.
- Бикольничи — деревня.
- Боровые — деревня.
- Бутово — деревня.
- Величковцы — деревня.
- Верховье — деревня.
- Волчо — деревня.
- Гвозды — деревня.
- Гора — деревня.
- Госберг — деревня.
- Губинка — деревня.
- Живолока — деревня.
- Заболотье — деревня.
- Завечелье — деревня.
- Зановинье — деревня.
- Ивахново — деревня.
- Козьяне — деревня.
- Киселево — деревня.
- Калужщино — деревня.
- Ковалевщина — деревня.
- Козлы — деревня.
- Концевые — деревня.
- Корсаково — деревня.
- Красовщина — деревня.
- Крыжи — деревня.
- Крысковичи — деревня.
- Кублищено — деревня.
- Кулиново — деревня.
- Латышово — деревня.
- Лесневщина — деревня.
- Липовки — деревня.
- Лобани — деревня.
- Логовые — деревня.
- Лутово — деревня.
- Ляхи — деревня.
- Мажейчино — деревня.
- Мосар — деревня.
- Немирово — деревня.
- Ольшаны — деревня.
- Ореховно — агрогородок.
- Пески — деревня.
- Пилатовщина — деревня.
- Плиговки — деревня.
- Пятницы — деревня.
- Рубаники — деревня.
- Славени — деревня.
- Слободка — деревня.
- Слобода — деревня.
- Сорочино — деревня.
- Старинка — деревня.
- Тихоняты — деревня.
- Уволоки — деревня.
- Урбаново — деревня.
- Федоренки — деревня.
- Черствяды — деревня.
- Шестерни — деревня.
- Шнитки — деревня.
- Щербенки — деревня.

Упразднённые населённые пункты: деревня Городок.